# Бернау-ам-Кимзе
Бернау-ам-Кимзе (нем. Bernau am Chiemsee ) — община в Германии, в земле Бавария.  В пределах коммуны находится озеро Ким (Хим)  
Подчиняется административному округу Верхняя Бавария. Входит в состав района Розенхайм. Население составляет 7129 человек (на 31 декабря 2010 года). Занимает площадь 26,70 км².

## Ссылки

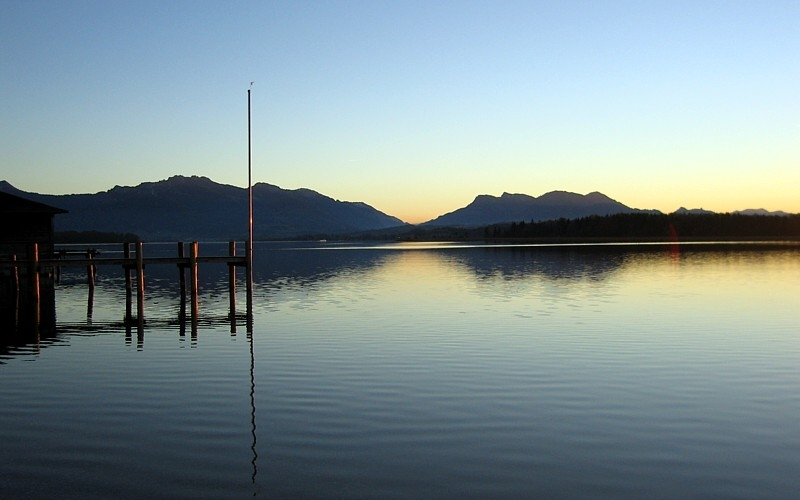
Бернау-ам-Кимзе